# 土萌螢
土萌螢（日语：土萠ほたる），是武內直子創作的著名本動漫《美少女戰士》的主要人物之一。
她是美少女戰士們尋找的最後一名成員（Sailor Saturn），其守護星為土星。她是保護太陽系免受邪惡力量侵害的超自然戰士，她擁有跟毀滅、死亡與重生相關的力量，由於她有能力消滅行星甚至是整個星系，以至重置其進化，這使她成為了一個潛在的威脅。
其角色的日語配音員是皆口裕子，Crystal為藤井幸代。

## 人物背景
在故事發生前幾年，土萌螢8歲的時候，她跟父母住在東京的三角州（Sankakusu）。一場怪異的風暴引致其科學家父親土萌創一的實驗室發生火災，其母親土萌螢子為救女兒身亡，而土萌螢自己則重傷昏迷，徘徊在死亡的邊緣。此時，其父親認為這次事故是個「天賜的良機」—他把女兒的身體機械化，變成了一個半機械人，並使她性命非自然地延長了；此時，死亡毀滅者的女主人9號的出現讓她癲癇發作，只有惡魔水晶（Tairon Crystal）的出現才能減輕她的痛楚，讓她勉強活下來，自此阿螢便受到女主人9號的操控，並成為其父親「超生物」實驗的研究對象，儼如傀儡娃娃一般的存在。事後，阿螢並不知道女主人9號的存在。在她跟豆釘兔遇見之前，阿螢並沒有朋友。
當土萌螢的身體受刓惡魔的操控時，她意識到女主人9號的存在，並偷去豆釘兔的銀水晶以完全恢復她的力量。阿螢被透露是土星公主的轉世，她也是毀滅戰士——Sailor Saturn，負責摧毀經已淪陷的銀千年月亮王國的最後殘餘生命，以便於地球上重新開始。這個事實讓她對外太空的守護者感到害怕，因為他們原意是把土萌螢殺掉並在她甦醒摧毀地球之前就封印她的靈魂。然而，當女主人9號把阿螢從人類的身軀裡扯出來時，她似乎快要被摧毀，最後在法老90的出現及Sailor Moon似乎死掉的時候，Sailor Saturn被喚醒了。雖然Sailor Saturn原打算把地球與法老90一同毀滅，但隨著看見Sailor Moon仍然生存的時候，她就把手放下，視為已把地球摧毀，因此她不需要更新銀千年。隨後她把法老90驅逐回他的領土，同時打算犧牲自己以讓他永遠被困。後來Sailor Moon的修復能力把她作為人類嬰兒帶回地球。隨著父親土萌創一的死亡，土萌螢成為了天王遙、海王滿及冥王雪奈的養女，她們四人一起住在維多利亞帝國主義的屋子裡。
在第一輯動畫中，土萌螢的故事大致跟漫畫版相同，除此以外，她沒有被改造成一個機器人，以及女主人9號有更強的影響力，使她受到同學的排斥。她的父親也在死亡毀滅者的敗陣中倖免於難，並獲准撫養她，直至冥王雪奈於《美少女戰士Sailor Stars》中請求她的幫助。
土萌螢的年齡在系列中的變化中較波動；她在最初出現的時候是12歲的孩子，後來她以嬰兒的身分上重生，隨後很快就發展成為一個年齡分別在4歲、5歲及8歲的小孩，後來於一種形而上學的頓悟後，達到她適當的實際年齡。
在《美少女戰士音樂劇》中，其父親土萌教授只在幾個階段出現，儘管Sailor Saturn從第三部音樂劇起便出現於每部音樂劇中。在土萌教授缺席的音樂劇裡，土萌螢都顯得受到天王遙及海王滿的照顧。在《最後卓古拉序曲》中，土萌螢得到父親的照顧，她得知水手服戰士的存在，但直到音樂劇中途才被喚醒為Sailor Saturn。
該系列創作者武內直子把她描述為纖弱的、安靜的、早熟的和欠缺表情的女孩子。

## 各方面與形式
作為一個擁有不同的化身、力量、特殊的能力、變身及永恆延長壽命的角色，她擁有幾乎實質上跨越銀千年時代和30世紀這漫長的壽命，阿螢隨着系列的進展而獲得多方面的身分及別名。

### 土星公主
根據漫畫版，Sailor Saturn是其所屬星球—土星的公主。她是那些有責任保護太陽系外緣的人之一。作為土星公主，她居於土衛六的城堡並穿著紫色禮服 — 她以這種形式出現於原著漫畫及補充藝術中。她跟其他水手服戰士不同，據說Sailor Saturn在月亮王國的銀千年時代被摧毀前還未甦醒，所以土星公主於該段時間的確切狀態在目前還未清楚。

### 水手戰士
土萌螢主要的水手戰士的身分是Sailor Saturn，她穿著深靛配褐紅色的水手服，其制服的初始版本有花瓣形袖子、風玫瑰的胸針、風玫瑰的同款項圈、手套和及膝高筒繫帶靴。她獲得各種特定的稱號，包括沉默的戰士、毀滅的戰士及廢墟與誕生的戰士。
Sailor Saturn帶著沉默之刃，能透過單獨的揮動它就能毀滅一個或多個世界。她不論在戰士及平民時都有治療小傷口的能力，當豆釘兔受到惡魔攻擊的時治癒她，雖然女主人9號把「惡魔之卵」藏於她體內，但她的覺醒導致女主人9號的惡魔之卵破裂而被消滅。
在她的前世，Sailor Saturn住在遠離銀千年的地方，當危機出現時，眾外太陽系戰士護身符匯集在一起作為召喚她的鑰匙，她便會現身。同時亦由於土星與眾外太陽系行星跟銀千年相距甚遠，所以Sailor Saturn與眾外太陽系戰士並不打算重生。然而正如土萌螢從理論上說明，死亡毀滅者所引發的事件，從她原本正要死去的時候、眾外太陽系戰士容許她過著正常的生活中都發揮了關鍵作用。
隨著系列的進展，Sailor Saturn獲得額外的力量，她的制服在關鍵點中的變化都反映了出來。第一次變化發生在漫畫的第39集當中，當她獲得土星水晶時，她的裝備變得類似於超級Sailor Moon。但她並沒有獲得新的稱號。類似的事件發生在動畫第168集，她被命名為超級Sailor Saturn。第三部分，僅限出現於漫畫的第42集，也是未被命名，但類似於永恆Sailor Moon（有羽翼那個）。

### 女主人9號
在第三輯漫畫及動畫的改編中，土萌螢的身體被女主人9號的「惡魔之卵」寄生，女主人9號最終操控著阿螢的身體，和歪曲它變成一個成年人般的模樣，女主人9號最後被人從土萌螢身上扯下來以摧毀。在第一輯動漫中，保留她如漫畫中的感知及蔑視寄生的性格。在《美少女戰士Crystal》中，土萌螢被喚醒為Sailor Saturn並以自己的身體為代價來摧毀女主人9號。

## 特別技能與力量
雖然有些水手服戰士在未變身前也有其異能，土萌螢也有多種及各不相同的。這些都出現於第三輯故事《美少女戰士S》，她前世的出現作為其次要人格，例如她向其他水手服戰士進行無意識即將發生的災難影像傳遞，這導致她最終的覺醒。在她醒覺之前，阿螢顯示了不由自主地創建力場的能力，以及無論在危險或是治癒小皮肉的傷口。她被女主人9號佔有身體時，也透露了她在身體完好無損的情況下，她的靈魂能夠跟肉體脫離。
水手土星為毀滅與重生的代表，其能力為破滅之力，範圍能毀滅一個行星，然而，其能力為雙面刃，使用完成的代價就是她的死亡。
由於她的異能具破壞性，土萌螢在完成Sailor Saturn一場以她的死亡而告終的事件後立即重生成為一名嬰兒。變成嬰兒的土萌螢後來長得跟前身一樣，並在幾天之內重新被喚醒，並以前世的靈魂視察來完成這個過程。
天王遙、海王滿及冥王雪奈於阿螢重新獲得其少女身軀時，她把戰士水晶交給她們，使眾人獲得他們的第二次進化。動畫中，當阿螢仍然是個嬰兒的時候，她充斥著眾人的力量，並將眾人連同她自己升級進化至超級美少女戰士的形式。在兩個版本中，阿螢都有尤其是危險事件的未來影像傳遞。當她還是個小女孩時，她在房間中創建一個在空中盤旋著的銀河系小投影，然後有一個天文歷史的模擬影像在高速播放著。然而只出現在漫畫中的是，當她重新整理這些事件時，天王遙跟她待在一起以協助她確保把這種能力日益增強。
阿螢變身成為Sailor Saturn的情況是罕見的，她的變身成為美少女戰士的情況從來未在主系列中出現，然而她在其中一個影片遊戲包括經已縮短了的變身，她的手在空中舉起（如其他美少女戰士一樣），並大喊「土星行星力量，變身！漫畫中，她最終也得到她的土星水晶，並在其他戰士面前變身，她大叫：「土星水晶力量，變身！」」。動畫中，雖然她確實已升級至超級Sailor Saturn，然而從未提及過變身口號「土星水晶力量」的出現，以及其變身過程也沒有於畫面上顯示。
Sailor Saturn的力量主要是基於羅馬神話，土星是收穫之神。在西方占星術中，土星被稱為「大兇星」、「老工頭」及「死神」。她自稱「死亡預兆」，其他成員稱她為「禁忌戰士」，Sailor Saturn的主要作用是執行完全毀滅的任務，當所有希望都消失時，她通常會被召喚作為最後的手段。這樣的例子出現於當米達利亞女王摧毀了大部分的月亮王國後，Sailor Saturn消滅了月亮王國剩餘的生命，此讓外太陽系戰士們非常害怕她，因為她們並沒有完全理解她當時的目的。Sailor Saturn的標誌性武器是她的「沉默之鐮」，海王滿稱之為「死神的長柄大鐮刀」。這一點很明顯，因為單一揮動沉默之鐮足以摧毀整個世界。
Sailor Saturn首次被喚醒是在無限學園的事件，當時導致Sailor Moon明顯死亡的結果，她的第一個必殺技是被認為是致命地削弱法老90號的能力之外，同時推定是拯救地球的「死世界變革」。這熟練謹慎地移動在日語漢字中被翻譯為「死世界變革」。但是當Sailor Moon重新活著並毫髮未損時，Sailor Saturn便放棄了摧毀地球的意圖，並故意讓自己跟法老90困在一起， 以防它逃走。在第一部動畫中，Sailor Saturn將因使用這次攻擊而死亡，在她擊敗了法老90時，Super Sailor Moon在最後一刻拯救了她。
當Sailor Saturn於第四輯的尾聲回歸時（接續到第五輯動畫的開端），她增加了更多的攻擊必殺技。她以「不動城壁（Silence Wall）」來保護自己和她的同伴，那是能夠抵禦攻擊的黑暗能量穹頂；和以「沈黙鎌奇襲（Silence Glaive Surprise）」作為她的攻擊。在動畫中，這個攻擊用於對付納莉尼亞女王；由於沒有別的方法擊敗她，Sailor Saturn打算揮動她的「沉默之鐮」把所有人以至一切都摧毀，但在她設法把沉默之鐮擊向地面時，Sailor Chibi Moon向她飛撲過去，以阻止他完成該動作並因此犧牲了性命。儘管如此，沉默之鐮所釋放的大規模破壞力，把納莉尼亞女王的宮殿摧毀了大部分。
在漫畫及《美少女戰士Crystal》系列中，死亡毀滅者擁有一種稱為「惡魔水晶（Taioron Crystal）」的能量來源，那是源自它們母星的生命之源。當中的一塊碎片不知何故最終落在土萌螢已故母親身上—土萌螢的父親把它移植到其女兒身上以緩解她的癲癇發作，土萌螢的身體一直滋養著女主人9號，直至惡魔盜走豆釘兔的幻之銀水晶。而她的水手水晶是土星水晶，亦是其力量泉源。這個在動畫的第四輯及第五輯中變得尤其重要。

### 變身力量

#### 漫畫版
- 土星行星力量，變身！（Saturn Planet Power, Make Up!）
- 土星水晶力量，變身！（Saturn Crystal Power, Make Up!）

#### 動畫版
- 土星水晶力量，變身！（Saturn Crystal Power, Make Up!）(美少女戰士Eternal)
- 五部動畫中皆沒有Sailor Saturn的變身畫面。唯一有一段简短的“土星行星力量，变身！”动画被收录在世嘉土星版对战格斗游戏《美少女戦士セーラームーンSuperS Various Emotion》的开场动画中，变身音乐和其他水手战士一样。

### 必殺技

#### 動畫版
| 90年代動畫版 | 90年代動畫版 | 90年代動畫版            | 90年代動畫版          | 90年代動畫版     | 90年代動畫版   | 90年代動畫版 | 90年代動畫版 |
| 初次出現回數 | 日文原版     | 英語                    | 台灣翻譯 (MOMO親子台) | 台灣翻譯 (華視)  | 香港翻譯 (TVB) |              |              |
| --- | ------------ | ----------------------- | --------------------- | ---------------- | -------------- | ------------ | ------------ |
| 172 |              | Silent Wall             | 不動城壁              | 無聲的隔牆       | 靜默屏障       |              |              |
| Sailor Saturn的一種防禦技能，以沈默之鐮作支柱撐起一道透明的扇形屏障，其作用是來保護自己及身後的同伴免受敵人的攻擊，是《美少女戰士》中最強大的防禦技能。 |              |                         |                       |                  |                |              |              |
| 172 |              | Silence Glaive Surprise | 沉默鐮刀奇襲          | 無聲莊重的驚奇   | 靜默變革       |              |              |
| 以自己的生命為代價而解放自身毀滅力量的禁忌絕招。使用沉默之鐮吸收了敵人的攻擊力后轉換為能源從刀刃部分形成一個不斷擴大的紫色破壞光球，然後默默揮下沉默之鐮，瞬間將周圍的一切事物包裹在紫色的閃光內消滅掉。此招被Sailor Chibi Moon阻止，但周圍的建築物依然受到了破壞力的影響。納妮利亞說過毀滅之力猶如一把雙刃劍，在毀滅一切的同時自己的肉體也會被毀滅。 |              |                         |                       |                  |                |              |              |
| Crystal（新版動畫） |              |                         |                       |                  |                |              |              |
| 初次出現回數 | 日文原版     | 英語                    | 台灣翻译 (台視HD)     | 香港翻譯 (ViuTV) |                |              |              |
| 37 |              | Death Reborn Revolution | 死世界變革            | 靜默變革         |                |              |              |
| Sailor Saturn在利用沉默之鐮吸收了法老90的力量后發動了此技，不需要以自己的生命作為代價。沉默之鐮的刀刃部分所產生的紫色帶狀能量集中起來後高舉沉默之鐮，瞬間升起一道紫色的能量光柱試圖使法老90離開地表，然後沉默之鐮的刀刃散發出一陣陣氣流纏繞著沉默之鐮並將其揮下讓世界步入終結。                                                                       |              |                         |                       |                  |                |              |              |
| Eternal 劇場動畫版 |              |                         |                       |                  |                |              |              |
| |              | Silence Wall            |                       |                  |                |              |              |
| 將沉默之鐮舉向前方，產生出一道以紫色為主色調的彩虹色屏障擋住敵人的攻擊。 |              |                         |                       |                  |                |              |              |
| |              | Silence Glaive Surprise |                       |                  |                |              |              |
| 揮舞着刀刃部分發出紫紅色光輝的沉默之鐮，然後猛地向敵方揮出一道紫紅色的光刃以進行攻擊。 |              |                         |                       |                  |                |              |              |
| Cosmos 劇場動畫版 |              |                         |                       |                  |                |              |              |
| |              | Silence Glaive Surprise |                       |                  |                |              |              |
| 土星符號一旋轉，在高舉起前端帶有紫紅色電擊球的沉默之鐮的同時，周圍降下無數黑色電擊，然後黑色電擊全部集中在沉默之鐮的刀刃部分後大力揮動沉默之鐮，甩出一個淡紫色的能量環刃旋轉着飛向敵人。 |              |                         |                       |                  |                |              |              |

#### 漫畫版
| | Death Reborn Revolution   | 死世界變革          | 死世界變革   | 死世界变革           |
| 威力小則破壞星球，大則毀滅一個星系，也是因為這個力量土星才被稱為毀滅的戰士（動畫與漫畫都消滅了塔烏星系），代價是犧牲自己此生的性命。                                                                                        |                           |                     |              |                      |
| | Silence Wall              | 不動城堡            | 不動城壁     | 不动城壁             |
| Sailor Saturn的一種防禦技能，以沈默之鐮作支柱撐起一道強大的扇形屏障，其作用是來保護自己及身後的同伴免受敵人的攻擊，是《美少女戰士》中最強大的防禦技能。                                                                     |                           |                     |              |                      |
| | Silence Glaive Surprise   | 沉默鐮奇襲          | 沉默鐮奇襲   | 沉默之鐮·奇襲        |
| 沈默鐮奇襲需使用沈默之鐮才能得以施展的招式，以沈默之鐮的刀刃划出一道巨大的強力電光劈向敵人；在漫畫版中，此招式為Sailor Saturn的「常用」攻擊招式，其破壞力強（不需犧牲自己的生命），在原作中是與其他水手戰士相同的普通攻擊。 |                           |                     |              |                      |
| | Galactica Glaive Surprise | 銀河之影·鐮奇襲     | 銀河鐮奇襲   | 卡拉古提卡之镰·奇袭  |
| Sailor Saturn在嘉拉西亞操控下使用的一種攻擊技能。 |                           |                     |              |                      |
| | Galactica Cannon          | 銀河之影·加農炮     | 銀河加農炮   | 卡拉古提卡·轰炸      |
| Sailor Saturn在嘉拉西亞操控下，跟Sailor Pluto的武器—時空之珠共同發出的合體技能，可以放出巨大的加農炮攻擊敵人。 |                           |                     |              |                      |
| | Galactica Planet Attack   | 銀河之影·行星大攻擊 | 銀河行星攻擊 | 卡拉古提卡 行星·攻击 |
| Sailor Saturn在嘉拉西亞操控下，跟水星、火星、木星、金星及天王星、海王星、冥王星共同發出的合體技能。 |                           |                     |              |                      |

## 發展
在原始人物素描中，武內直子畫下Sailor Saturn手握棕色權杖而不是沉默之鐮；她的戰士制服也有不同，是紫色袖子而不是白色的，她胸前的並非風玫瑰胸針；她的項鍊也不同，最終的版本中有一顆金色的六角星，而不是現有的項鍊。
在日語漢字中，土萌螢的姓氏源自她所屬的土星，而她的名字是，其意義不是固有的，但這個詞本身就意味著「螢火蟲（蛍）」，而這個意思至少是用作雙關語。螢火蟲與日本神話中跟死者的靈魂相關，指的是她作為死亡和重生的戰士的地位。

### 聲演及演出
在日本動畫系列中，土萌螢是由皆口裕子聲演。在《美少女戰士Crystal》的第三季動畫中，她是由藤井幸代聲演。
在美少女戰士舞台音樂劇中，土萌螢由10位女演員飾演，分別是：武田惠子（Keiko Takeda）、今井千尋（Chihiro Imai）、三平麻美（Asami Sanpei）、三田卯（Mao Mita）、冨岡真理央（Mario Tomioka）、垣内彩未（Ayami Kakiuchi）、仲村瑠璃亞（Ruria Nakamura）、飯塚由衣（Yui Iizuka）、船越英里子（Eriko Funakoshi）、高橋果鈴（Karin Takahashi）及 未來（Mirai）。

## 評價
《美少女戰士》的官方角色人氣民意調查把土萌螢及Sailor Saturn分作兩個獨立的個體作投選。1994年，讀者從51個選擇中投選，Sailor Saturn成為最受歡迎角色的第三位，而土萌螢位列第四。在1996年初，從51個選擇當中，讀者投選Sailor Saturn成為最受歡迎角色的第六位，而土萌螢則位列第七。
有人認為，「萌」來自她姓氏的縮寫，然而這被視為是一種虛假的詞源。
《浪客劍心》的三條燕（Sanjō Tsubame）也是基於土萌螢而得出最終的設計。